# Южный (Осташковский район)
Ю́жный — посёлок в Осташковском районе Тверской области. Входит в Замошское сельское поселение.

## География
Посёлок расположен на берегу озера Селигер в нескольких километрах от районного центра, города Осташков.

## Население
| 2010 |
| ---- |
| 138  |

По данным Всероссийской переписи, в 2010 году численность населения посёлка составляла 138 человек (65 мужчин и 73 женщины).

## Улицы
Уличная сеть посёлка состоит из 8 улиц.